# Julio Gómez García
Julio Gómez García (Madrid, 20 de diciembre de 1886 - Madrid, 22 de diciembre de 1973) fue un compositor español de música clásica.

## Biografía
Nació en la calle del Humilladero (en Madrid). Sus primeros maestros fueron su propio padre, Casimiro Gómez, y un amigo de la familia, Antonio Santamaría.
Ingresó en el Real Conservatorio de Madrid donde fue alumno de, entre otros, Tomás Bretón, Emilio Serrano o Felipe Pedrell.
Fue merecedor de los premios de Armonía, Composición y Piano.
Casi paralelamente, en 1908 ingresa en la Facultad de Filosofía y Letras de la Universidad Central de Madrid, donde se doctora en Ciencias Históricas en 1913 con la lectura de su tesis sobre Blas de Laserna.
Aún con la plena vocación y deseo de dedicarse profesionalmente a la música es consciente de que, como afirmaría posteriormente: «En España, la profesión de compositor no daba para vivir, salvo a cuatro o cinco personas».
Con esa conciencia de la realidad musical española de la época, opta por vivir de su carrera y gana las oposiciones para el cuerpo de Archiveros, Bibliotecarios y Arqueólogos, siendo su primer destino el de Director del Museo Arqueológico de Toledo.
No obstante, en 1917 estrena en el Circo Price de Madrid, dentro del ciclo de conciertos organizados por el Círculo de Bellas Artes y bajo la dirección de Bartolomé Pérez Casas, la que será su obra más popular e interpretada, Suite en la.
Posteriormente, como bibliotecario, fue jefe de la Sección de Música de la Biblioteca Nacional, de la Biblioteca del Círculo de Bellas Artes y, desde 1915 hasta 1956, director de la Biblioteca del Real Conservatorio Superior de Música de Madrid. En el conservatorio compagina la dirección de la biblioteca con una extensa labor de enseñanza:
Cátedra de Cultura Literaria Aplicada a la Música (1943-1948) y posteriormente ocupa la
Cátedra de Composición (1952- 1956). Fruto de esta labor docente son sus discípulos ("Generación del 51") de entre los que destacan Antón García Abril, Carmelo Bernaola, Ángel Arteaga, Sebastian Martínez Ortiz de Landaluce, Agustín González Acilu, Elena Romero Barbosa o Manuel Alejandro, los cuales siempre le llamaron cariñosa y simplemente Don Julio.
Realizó trabajos musicológicos sobre los cuartetos de Manuel Canales y sobre, el ya mencionado, Blas de Laserna. Crítico musical de los diarios madrileños La Jornada, La Tribuna y, especialmente, del rotativo El Liberal.
Durante un breve periodo también fue concertador del Teatro Real de Madrid. A lo largo de su trayectoria profesional recibe en cinco ocasiones el Premio Nacional de Música que le lleva a ser nombrado en 1956 miembro de la Real Academia de Bellas Artes de San Fernando, en cuya ceremonia de ingreso da lectura a su discurso sobre "Los problemas de la ópera española".
Con respecto a su vida familiar, señalar que en 1913 contrajo matrimonio con Doña Rosario Amat Larrua con la que tuvo cinco hijos: Rosario, Concepción, Julio, Rafael y Carlos. Dato curioso es el hecho de que su hija Concepción se casó con el médico psiquiatra Joaquín Turina Garzón, hijo del también compositor Joaquín Turina.

## Estilo
Julio Gómez ha sido tradicionalmente encuadrado dentro de la llamada "Generación De Los Maestros ". A esta generación de compositores, intermedia cronológicamente con respecto a las literarias del 98 y el 27, se asocian habitualmente nombres como los de Joaquín Turina, Conrado del Campo, Jesús Guridi o José González Zulaica Arregi "Padre Donostia" Todos ellos fueron los padres del sinfonismo español del siglo XX e influyeron notablemente sobre los compositores de vanguardia de los años 50. Musicólogos como Henri Collet y, sobre todo su biógrafa y estudiosa, la doctora Beatriz Martínez del Fresno, califican generalmente la obra de Julio Gómez dentro del "nacionalismo popular" con una mesurada estilización y una clara introspección hacia el legado musical decimonónico español basado incluso en los maestros de la zarzuela como su profesor y amigo Tomás Bretón. Él mismo se auto definía en su discurso de ingreso en la Real Academia de Bellas Artes como, "Compositor del siglo XIX tanto por nacimiento como por gusto personal" y, en una de sus colaboraciones periodísticas (revista Ritmo, mayo de 1942), haría suyas las palabras del historiador Marcelino Menendez Pelayo.: " Donde no se conserva piadosamente la herencia de lo pasado, pobre o rica, grande o pequeña, no esperemos que brote un pensamiento original ni una idea dominadora".
Quizás una audición actual y más completa de su obra, nos puede revelar también otras influencias como son el romanticismo orquestal francés o el post-romanticismo de Richard Strauss e igualmente, se puede apreciar un aspecto resaltado por el director José Luis Temes ―con ocasión de la grabación de la obra sinfónica completa de Julio Gómez―, como es el carácter (sic) " muy cinematográfico de la música de Julio Gómez, pues su expresividad se podría plasmar fácilmente en imágenes ".

## Obra
Están catalogadas ciento seis obras, algunas de ellas sin fechar. Para un acercamiento completo a toda su producción es imprescindible la consulta del "Catálogo de Obras De Julio Gómez" realizado por Beatriz Martínez del Fresno (Ed. Fundación Juan March; Centro de Documentación de la Música Española Contemporánea. ISBN 84-7075-373-8). En el presente artículo se recoge solamente una selección de la obra, agrupada en diferentes géneros.

### Música sinfónica
- Intermezzo (1907).
- Suite en la (1915).
- Balada (1920).
- El pelele (1924-1928).
- Marcha española (1929).
- Égloga (1929).
- Canción árabe (1934).
- Maese Pérez el organista (1940), poema sinfónico basado en una leyenda de Gustavo Adolfo Bécquer.
- Gacela de Almotamid (1941).
- Danza cortesana y scherzo (1941-1947).
- Un miragre vos direi (1944), fantasía sinfónica sobre temas de las Cantigas de Alfonso X el Sabio.

### Música sinfónica con solista
- Concierto lírico para piano y orquesta (1942).

### Música sinfónico coral
- La parábola del sembrador (1927).
- Elogio. En la muerte de Francisco Giner de los Ríos (1930). Texto de Antonio Machado.
- Elegía heroica (1945). Texto de Lope de Vega.

### Música coral
- Camina la Virgen Pura (1940).
- Victorioso vuelve El Cid (1940).

### Música de cámara
- Cuarteto plateresco (1941).
- Sonata en si menor para piano y violín (1949).

### Canciones con piano (Lieder)
- Seis canciones sobre poemas líricos de Juana de Ibarbourou (1934).
- "Celos que no me matáis" (1935). Sobre texto de Lope de Vega.

### Zarzuela
- La venganza de Nelet (1908), con libreto de Guillermo Jiménez. No estrenada.
- La gloria del inventor (1909), con libreto de Enrique Gil Sarasate y Enrique Jardiel Agustín.
- El carrillón o El demonio ha entrado en Flandes (1922), con libreto de Luis Pascual Frutos. No estrenada.
- La deseada (1926), con libreto de Luis Fernández Ardavín y Ceferino Palencia Tubau.

### Ópera
- Himno al Amor (1917), ópera cómica con libreto de Sinesio Delgado.
- Los dengues (1927), ópera de cámara con libreto de Cipriano Rivas Cherif.
- Triste puerto (1932), con libreto de Cipriano Rivas Cherif basado en el drama La honra de los hombres de Jacinto Benavente. No estrenada.

## Discografía
- 2003 – Sonata para violín y piano en si menor. Dúo Ad Libitum: Miguel Fernández Llamazares (violín) & Julia E. Franco Vidal (piano). Dep Legal: LE-1506-2003. Ed DCL – Ruido Creación Musical. Ref. CD-102-2
- 2007 – Obra sinfónica completa. Orquesta de Córdoba, dir. Jose Luis Temes. Ed Verso. Ref. VRS 2046
- 2011 – Las canciones de Julio Gómez. Anna Tonna (mezzosoprano) & Jorge Robaina (piano). Ed Verso. Ref. VRS 2106.